# Zach Sieler
Zach Sieler (Pinckney, Míchigan, 7 de septiembre de 1995) es un jugador profesional estadounidense de fútbol americano que se desempeña en la posición de defensive tackle en Miami Dolphins, equipo de la National Football League (NFL).

## Carrera
Fue seleccionado en la séptima ronda en la Reunión Anual de Selección de Jugadores de la NFL de 2018. Hizo su debut profesional con el equipo Baltimore Ravens, en el cual jugó dos temporadas (2018-2019), posteriormente pasó a Miami Dolphins, donde lleva jugando cinco temporadas.